# Leviathan (film)
Leviathan è un film di fantascienza del 1989, diretto da George Pan Cosmatos.
È stato prodotto dalla Filmauro di Aurelio e Luigi De Laurentiis e dalla MGM. L'ambientazione è subacquea, una caratteristica comune a diversi altri film fantascientifici del periodo (tra cui The Abyss e Creatura degli abissi). A eccezione dell'ambiente sottomarino, il film ha numerosissimi punti di contatto con Alien; ne è quasi un clone.
Il film è uscito negli USA 17 marzo 1989 e in Italia il 22 settembre dello stesso anno.

## Trama
La Tri Oceanic è un'azienda che ha costruito una base sottomarina per l'estrazione dell'argento dal fondo oceanico. Nei dintorni della base gli operai trovano un relitto di una nave russa, recuperando a bordo di questa una bottiglia di vodka contenente l'ultimo residuo di un esperimento che ha ucciso l'intero equipaggio: La nave era appositamente stata affondata da un sottomarino in quel punto profondo dell'oceano per evitare che le creature mostruose in cui si era trasformato l'equipaggio potessero scappare e contaminare il mondo intero.
La mistura ideata evidentemente per scopi militari (una sorta di arma biologica) provoca una mutazione genetica. Due membri dell'equipaggio della base sottomarina la trafugano e la bevono: uno di essi muore in breve dopo atroci sofferenze, l'altra intuendo la fine che a sua volta l'aspetta si suicida. I corpi delle due vittime adagiati nell'infermeria si fondono in un'unica massa informe e crescendo smisuratamente attaccano e infettano e/o uccidono il resto dell'equipaggio; in superficie capiscono cosa sta succedendo (probabilmente sapevano già della nave russa) e cercano di impedire ai superstiti di risalire con la scusa di una tempesta per evitare il diffondersi del contagio.
Alla fine, nonostante le capsule di salvataggio fossero state messe fuori uso dal medico di bordo per evitare la propagazione della mutazione, tre tecnici riusciranno a fuggire facendo implodere la base e solo due di essi si salveranno dopo l'attacco in superficie dell'ultima creatura.

## Produzione
Pur essendo ambientato nell'Oceano Atlantico, il film è stato girato tra il Mare Adriatico, il Golfo del Messico e Malta.
Solo poche riprese sono state effettuate realmente in acque aperte, la maggior parte sono state girate all'asciutto, nello Studio 5 di Cinecittà, simulando le scene subacquee con effetti di luce e particelle in sospensione.

## Critica
Rotten Tomatoes riporta un punteggio medio del 23% su 100% e l'accoglienza del pubblico del 27% scrivendo; Leviathan si tuffa rapidamente in un abisso di deboli emozioni e zoppicanti omicidi. Slant Magazine; Un film di serie B, mediocre e quasi divertente.  USA Today; Come avventura sottomarina è così simile al già dimenticato DeepStar Six che sono incrostati con la stessa salamoia. Punteggio di Metacritic 51 su 100.  Valutazione IMDb 5,8/10